# ブラジル料理
ブラジル料理（ブラジルりょうり）は、主にブラジルで発展した料理の形態である。ブラジルの国民は、インディオ、ポルトガル系、アフリカ系、イタリア系、ドイツ系、アラブ人（主にシリア、レバノン）、そして日系を主体とするアジア系などの混血人種である。これにより、地方ごとに多種多様なブラジルの料理形式を生み出した。

## ブラジルの5大料理区分

### 北部
アクレ、アマゾナス、アマパー、トカンティンス、パラー、ロンドニア、ロライマの各州が北部と定義される。文化的に、アマゾン盆地は魚や、キャッサバ、ヤム芋、ラッカセイといった根菜、加えて椰子の実や熱帯の果物を常食にするインディオや彼らとポルトガル人の混血の末裔が多数住んでいる。この地方の料理は、インディオの影響が濃い。

代表的な料理としてはカルル・ド・パラが挙げられる。それは干しエビ、オクラ、タマネギ、トマト、コリアンダー、デンデ油（アブラヤシの果肉から採る油）を一緒に入れる料理である。

### 北東部
アラゴアス、セアラ、セルジッペ、バイーア、パライバ、ピアウイ、ペルナンブーコ、マラニョン、リオグランデ・ド・ノルチの各州が北東部と定義される。この地域は、おもに放牧が行われている乾燥した内陸部から豊穣な海岸沿いの平地まであり、サトウキビやカカオが重要な農作物である。バイーア州では、プランテーションに連れてこられたアフリカ系の影響を受けたアフロ・バイーア料理が有名である。現地の食材を利用して、アフリカ、インド、ポルトガルの料理を融合させたものである。有名な料理はヴァタパやムケッカであり、どちらも魚介類とパームオイルを使用する。その他の沿岸地域では、アフリカ系からの料理の影響は小さいが、魚や貝、トロピカルフルーツが多く使用される。乾燥した内陸部では、干し肉、米、豆類、ヤギ、キャッサバ、トウモロコシの粉が使われる。

### 中西部
ゴイアス、マットグロッソ、同スルの各州と連邦直轄区が中西部と定義される。おもに乾燥したサバンナや草原、そして北部の森に覆われた地域からなっている。パンタナルと呼ばれている狩りと釣りの名所は、この中西部にある。広大な放牧地から供給される牛肉と豚肉、それに魚がメニューの中心であり、大豆や米、トウモロコシ、キャッサバも常食される。

### 南東部
エスピリトサント、サンパウロ、ミナスジェライス、リオデジャネイロの各州は南東部と定義される。またこの地域はブラジルの工業地帯の中心であり、ブラジル料理といわれて思いつく、有名な料理の発祥地でもある。
ミナスジェライス州では、トウモロコシ、豚肉、豆類、そして地元で作られる柔らかいチーズが主な食材である。リオとサンパウロでは、バイーア州の郷土料理であり、豆と肉を煮込んで作るフェイジョアーダ・コンプレッタが有名で、水曜日や土曜日の昼食に供される。また、アロス・イ・フェイジャン（米と豆の料理）も良く食べられている。伝統的に使われる豆は地域ごとに違いがあり、リオでは黒豆、赤豆と白豆がサンパウロで、そしてミナスジェライスでは、黒豆か赤豆が食べられている。サンパウロの有名な料理としては、ヴィラド・エ・パウリスタが挙げられる。これは米とキャッサバ粉をまぶした豆、煮込んだキャベツ、そして豚肉の盛り合わせである。
サンパウロでは、ヨーロッパや北米からの移住者の影響は大きく、料理にも影響を与えている。大部分はイタリアからだが、ポルトガル、スペインや日本からも多く移住している。またその他のヨーロッパや中東からの移住者も多い。この街ではありとあらゆる料理を目にすることが出来る。

### 南部
サンタカタリーナ、パラナ、リオグランデ・ド・スルの各州は南部と定義される。
ガウーショと呼ばれていた人々が、日干しや塩漬けにされた干し肉とシュラスコと呼ばれる焼肉料理を作り出し、これらは南部の有名な料理である。ヨーロッパからの移住者が多く、小麦粉を中心とした食生活が定着し、ワイン、レタスなどの葉野菜、それに乳製品をブラジル人の食生活に紹介した。移住当初はじゃがいもが入手困難だったが、（毒素が少ない種類である）甘味種のキャッサバを手に入れ、代用品として使うことを覚えた。
- キャッサバには、苦味種と甘味種がある。キャッサバ参照。

## 主要食材

### 豆
フェイジャン(feijão)と呼ばれる豆は毎日食べられ、色々な形や色、大きさの物がある。黒豆(feijão preto)をブラジル人の最も愛する豆と考える人もいる。市場では、黒豆だけでなく、赤、白、茶、そしてピンク色の豆を売っている。

### ココナッツ
コッコ (côco)と呼ばれるココナッツはデザートや菓子だけでなく、スープや前菜、鳥料理、魚料理、貝料理などに使われる。色々なココナッツが料理には用いられる。未熟な緑色のココナッツ(côco verde)や、黄色や茶色に熟したココナッツ(côco amarelo)、緑色のココナッツのバターのような柔らかい果肉(côco de água)、それにココナッツを削ったもの(côco ralado)も用いられる。中に溜まる少し塩気のある液体(água de côco)も飲むことが出来る。

### パーム油
アゼイテ・デ・デンデ (azeite de dendê)と呼ばれるパーム油は、ブラジル北部で育つアブラヤシから抽出される油である。バイーア料理やアフリカ・ブラジル料理で主に使われ、独特の味と鮮やかなオレンジ色を料理に与える。他の油で代用するのは困難であり、ブラジルからの輸入食材を扱う店で手に入れることが出来る。

### 干鱈および塩鱈
バカリャウ (bacalhau)と呼ばれるこの食材は、ポルトガル人によって紹介され、前菜やスープ、メインディッシュや焼き物に使われる。塩を抜いて使うためには、皮と骨を取り除き、冷たい水に一時間おきに水を取り替えながら、三、四時間つける。

### 干しエビ
カマラオン・セッコ (camarão seco)と呼ばれる様々な大きさの干しエビは、北部地方の様々な料理で用いる。
調理する前に、冷水に一晩中に漬ける（鱈と異なり、エビは1時間おきに水を取り替える必要がない）。
尚、漬けた水は、調理する前に捨てる必要がある。

### レモン
リモン (limão)と呼ばれるレモンは緑色で、小さく、そして非常に酸味があり、日本の柚子やカボス、スダチと同様にして使う。

### 米 (ブラジル式）
アホス・ブラジレイロ (arroz brasileiro)と呼ばれるブラジルの米は、タイ米などと同じようにインディカ米であり、細かく刻んだごく少量のにんにくを油で軽く炒めた後、鍋に入れて水で煮る。にんにくの他にタマネギ、刻んだトマト、薄切りにした黒オリーブを加える料理人もいる。蓋をしないで煮、沸騰してから様子を見て必要なら水を足してのち、蓋をする。正しく調理されれば、米はふんわりとして、べたべたしない。

### 炙ったキャッサバの粉
ファロファ(farofa)またはファリニャ・デ・マンジオカ (farinha de mandioca：単にファリーニャとも)と呼ばれるキャッサバの粉は、バター付きのパン屑に近づくまでバターで軽く炒め、副菜とする。また、他にゆで卵や干しぶどうなどを加えて変化をつけることがある。
Yoki（余喜）という食品会社が、袋入りのファロファを製造している。

### トマト(tomate)（トマテ）
トマトを主原料にした各種ソース及びピューレ、それらや生のトマトを利用した肉や野菜の各種煮込み料理に用いられる。

### バナナ
バナナはブラジルでも生産量が多く、輸出のみならず国内でも消費されている。
かつてはバナナフリッター（揚げバナナ）や焼き芋に近い食感である蒸かしバナナなど主食にもなった調理用品種や、甘い生食用品種がともに多く軽食や副食として現在でも食されている。

## フェイジョアーダ・コンプレッタ

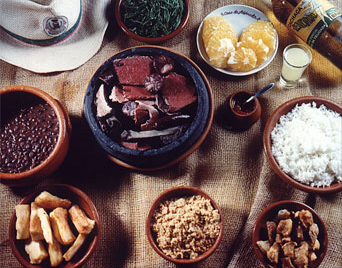
フェイジョアーダ

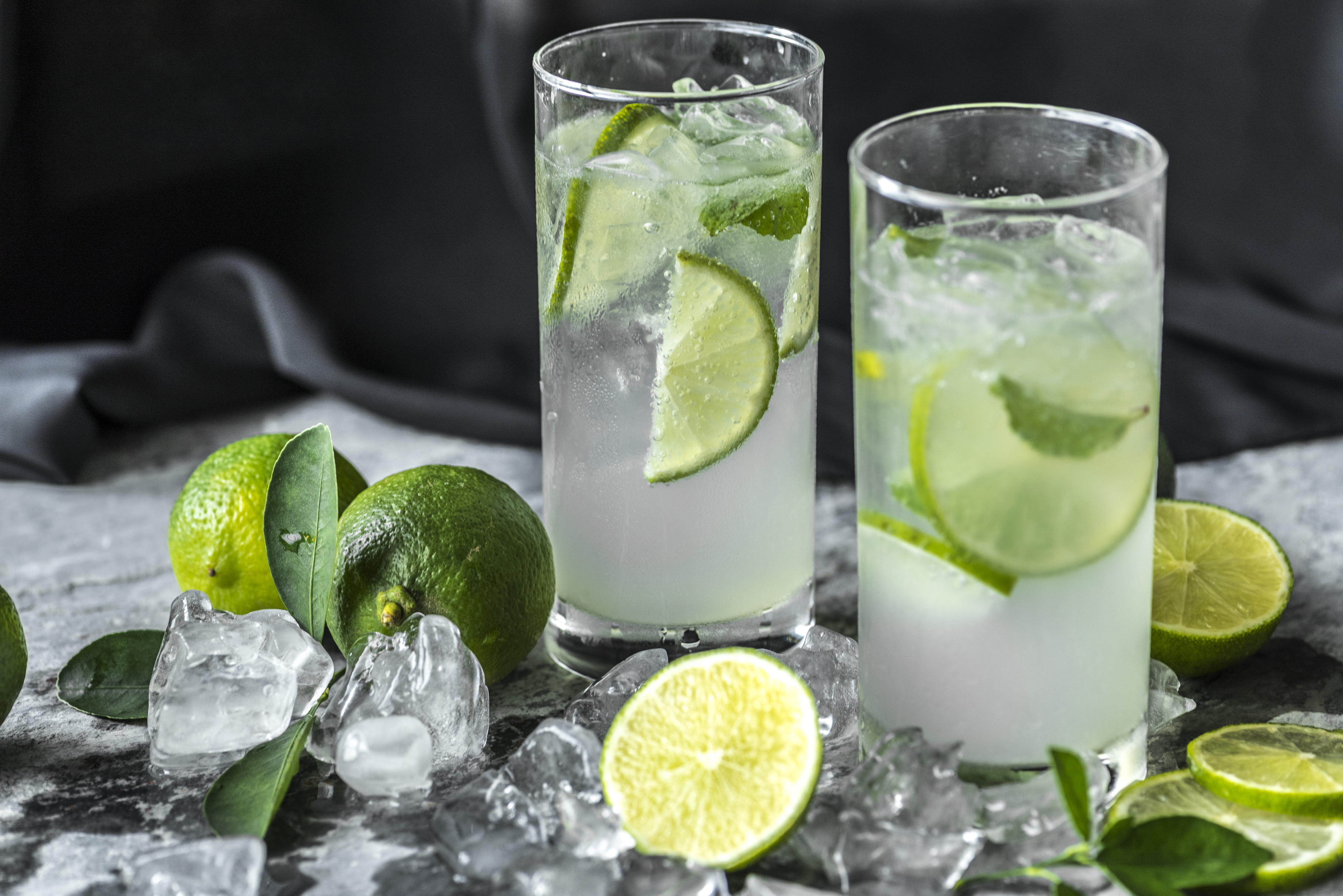
カイピリーニャ、国民的なカクテル

ブラジルの国民食であるフェイジョアーダ・コンプレッタ (feijoada completa) は300年以上も前から、黒豆、豚肉、それにキャッサバを用いる。アフリカから連れてきた奴隷に食べさせることのできる豚の耳や足、尻尾、それに豆にキャッサバの粉のような安価な食材を使って作られたのがその始まりである。それ以来、ブラジルの全ての地域で食べられるようになり、百種類以上の作り方がある。http://www.brazzil.com/p24nov96.htm にその中のいくつかが取り上げられている。

## 代表的な料理
- エストロゴノッフィ（ポルトガル語版）（Estrogonofe） - ブラジル風ビーフロストガノフ
- パステル（Pastel） - ブラジル風揚げ餃子もしくはブラジル風揚げ春巻
- エスフィーハ（esfiha または esfira） - 惣菜パンの一種。生地は様々な形のものがあり多種多様の具が用いられる。ブラジルの国民的軽食となっている
- シュラスコ（Churrasco）
- フェジョアーダ（Feijoada）
- ポン・デ・ケイジョ（Pão de queijo） - チーズパンの一種
- コシーニャ（Coxinha） - ブラジル風コロッケ
- ボリーニャ（Bolinha） - ブラジル風コロッケ
- アホス・コン・フェイジャオン（arroz con feijao） - ブラジル風炊き込み飯。豆を混ぜて炊いたもの。バイオンとも呼ばれる
- ムケッカ（Moqueca） - 海鮮シチュー
- パモーニャ（Pamonha）
- フランゴ・コン・キアーボ - チキンとオクラのフライパン煮。ブラジルの代表的な家庭料理として広く親しまれている。地域によっては酢や、トマトを使うこともある。

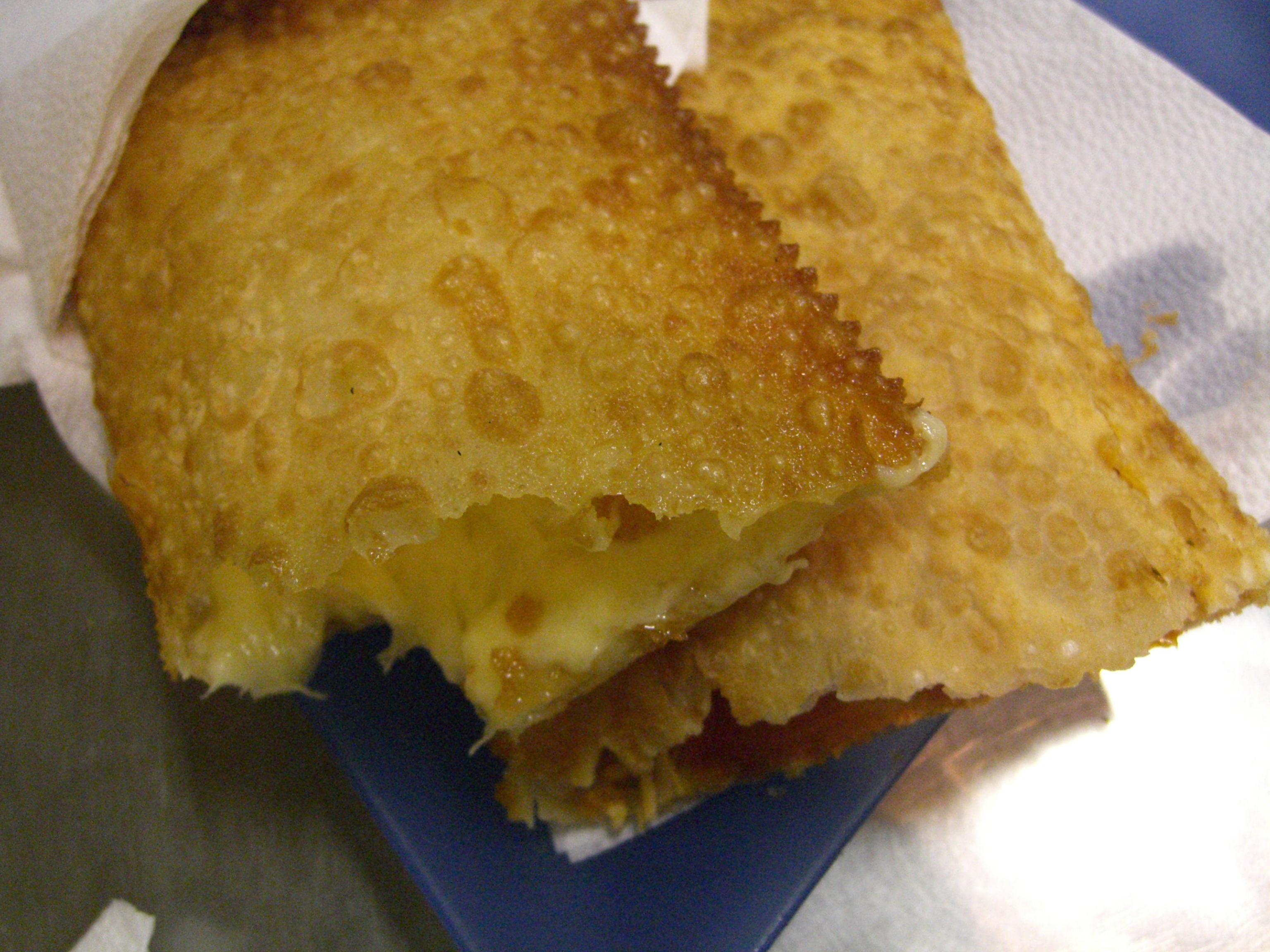
パステル
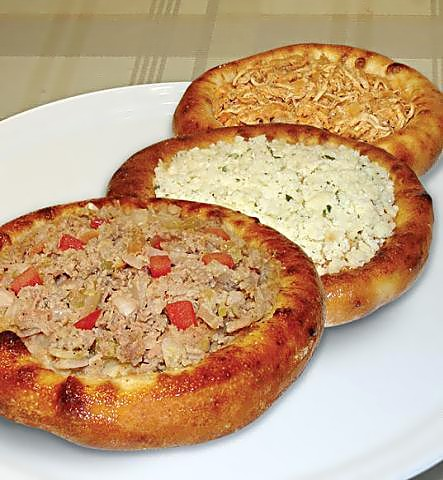
エスフィーハ・アベルタ
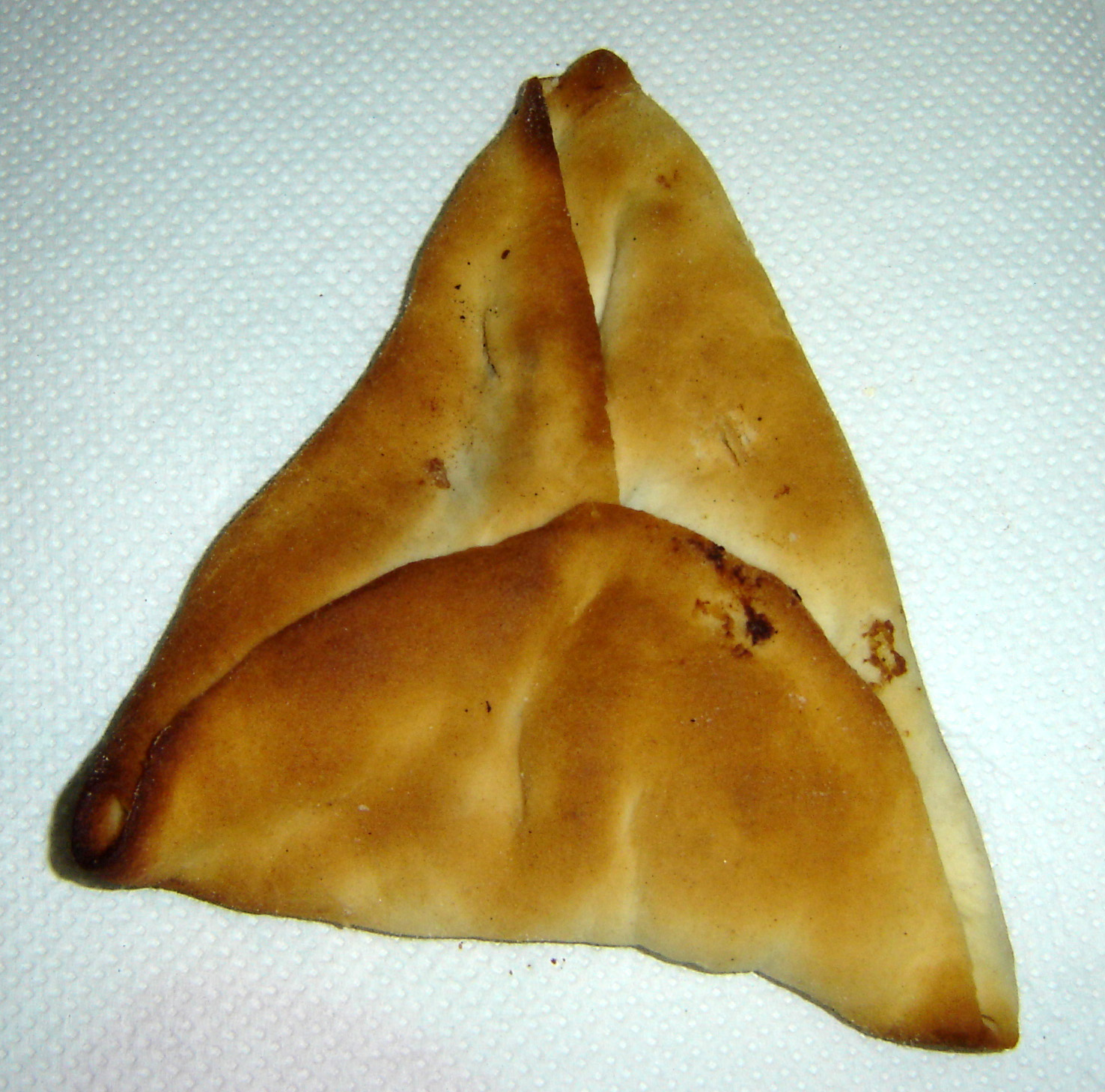
エスフィーハ・フェシャーダ
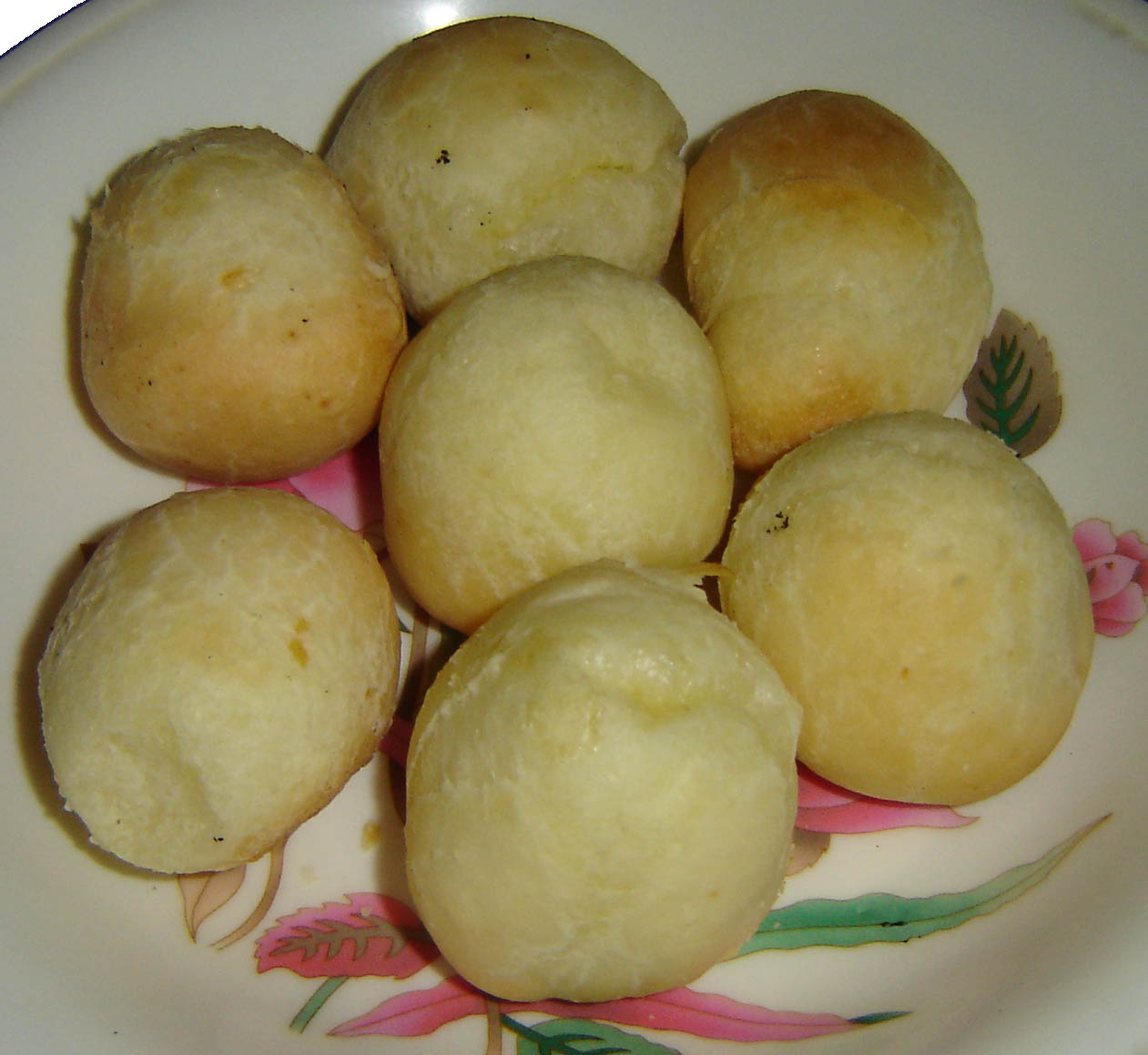
ポン・デ・ケイジョ
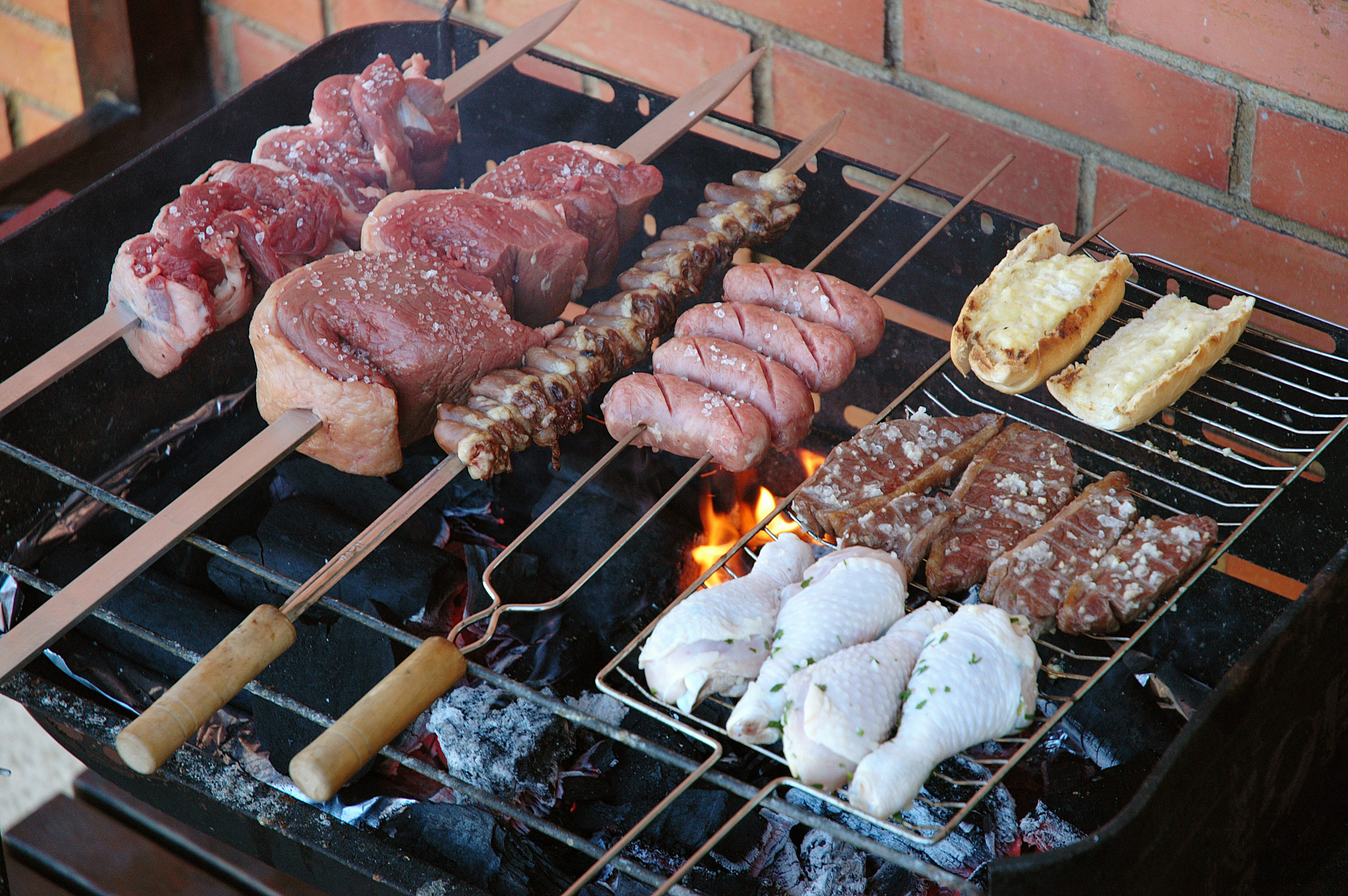
シュラスコ
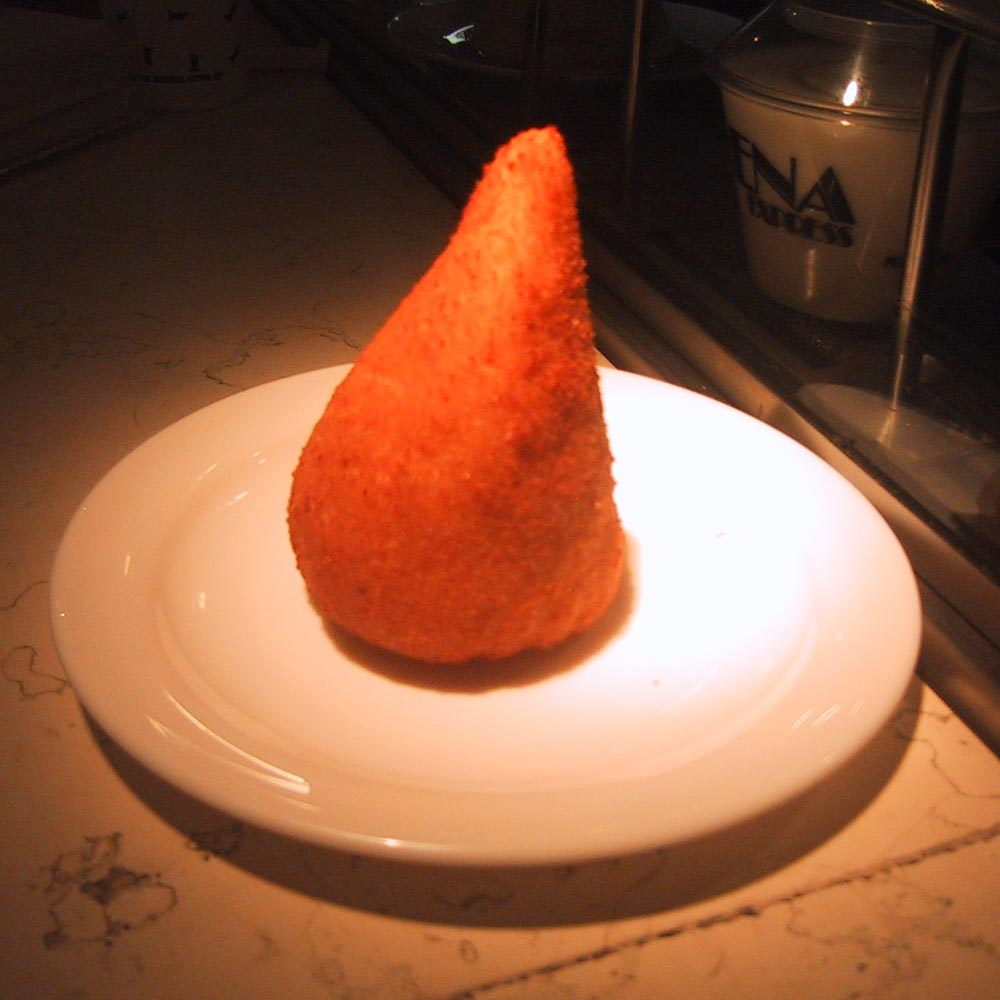
コシーニャ
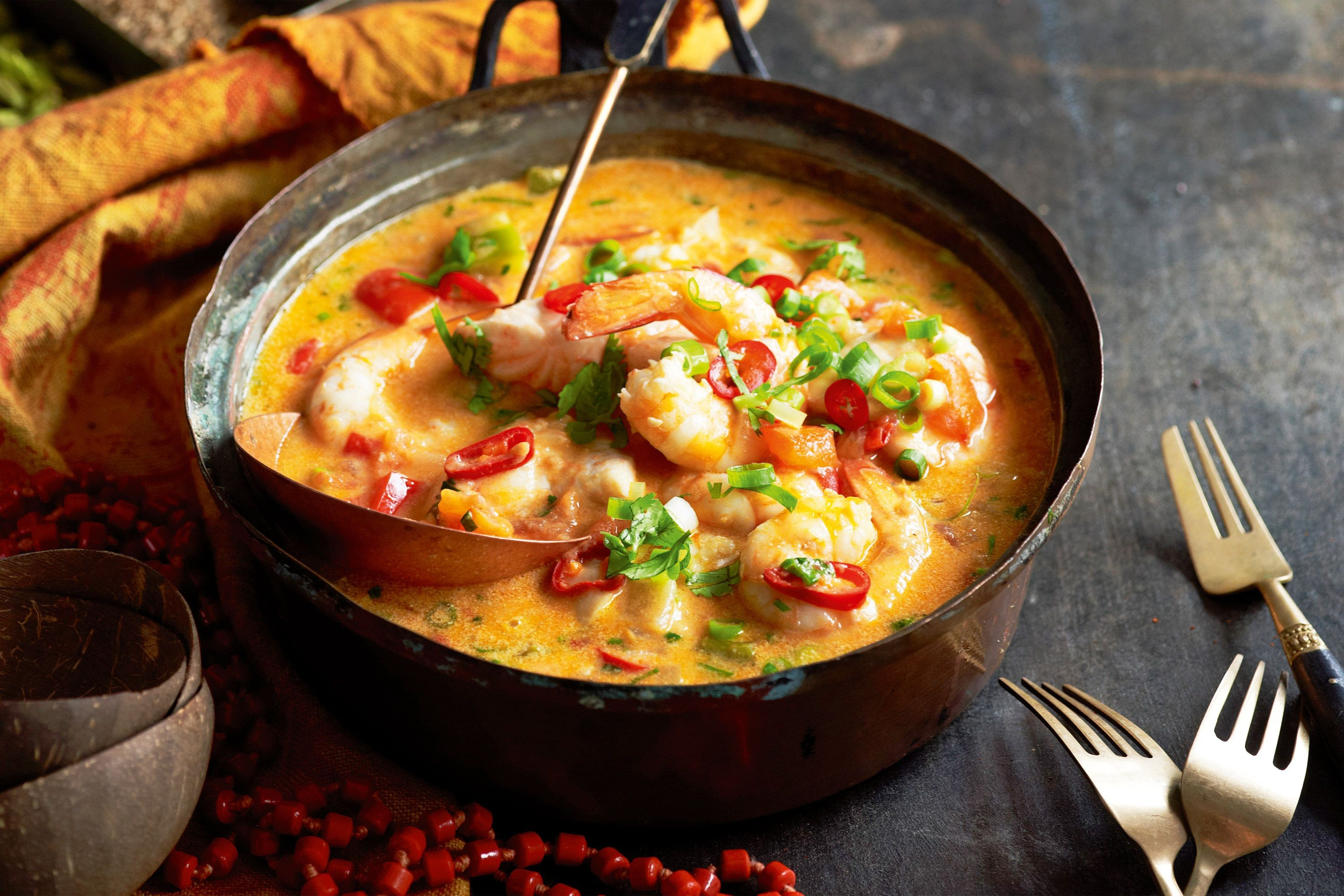
ムケッカ
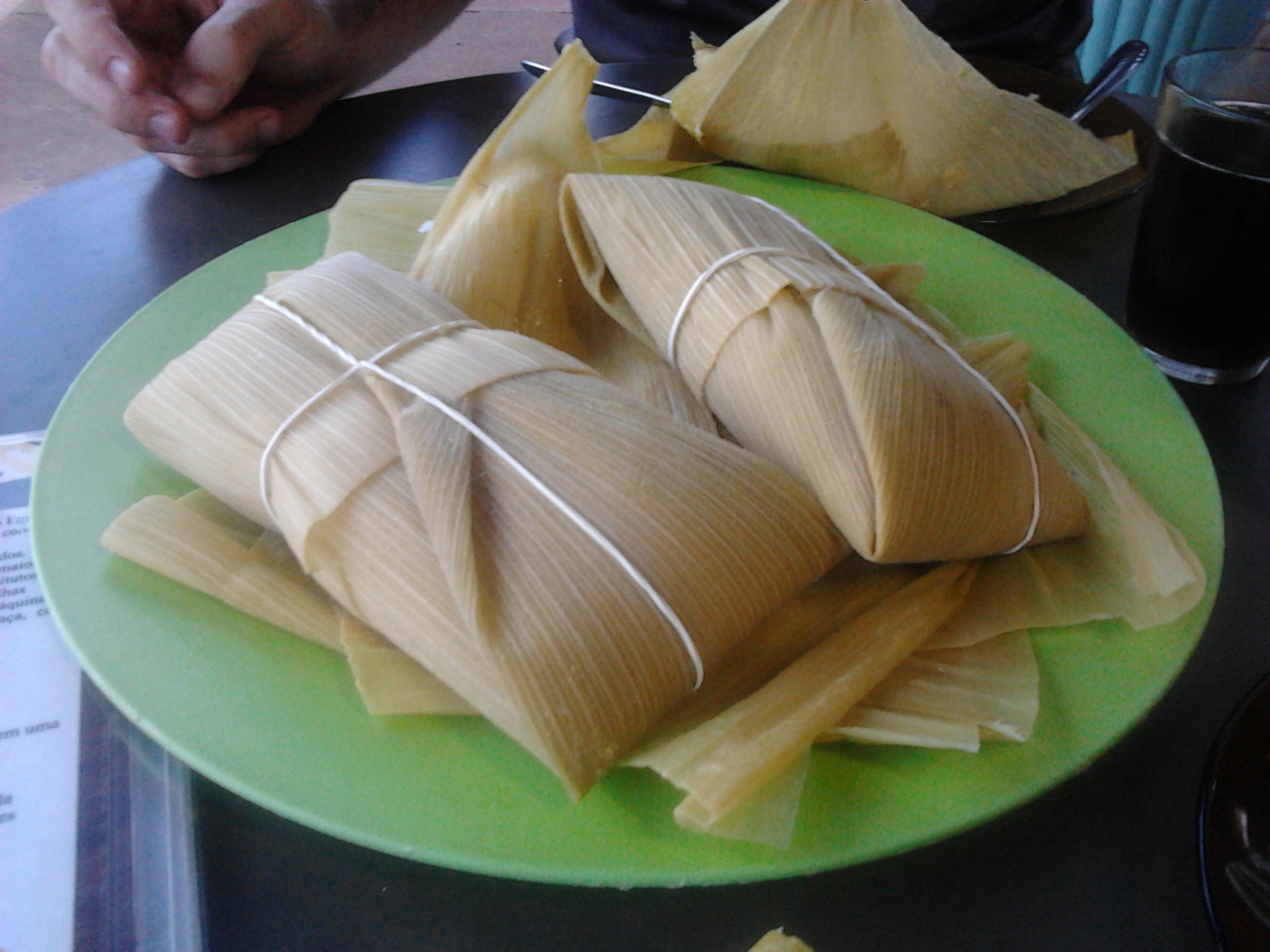
パモーニャ

## ブラジルの菓子
- クリーム・ド・パパイヤ - パパイヤとバニラアイスクリームに酒をかけたもの。
- クラウ - カスタード風デザート。
- ブリガデイロ - ブラジルのボンボン・ショコラ。
- アサイーボウル
- キンジン
- パソッカ

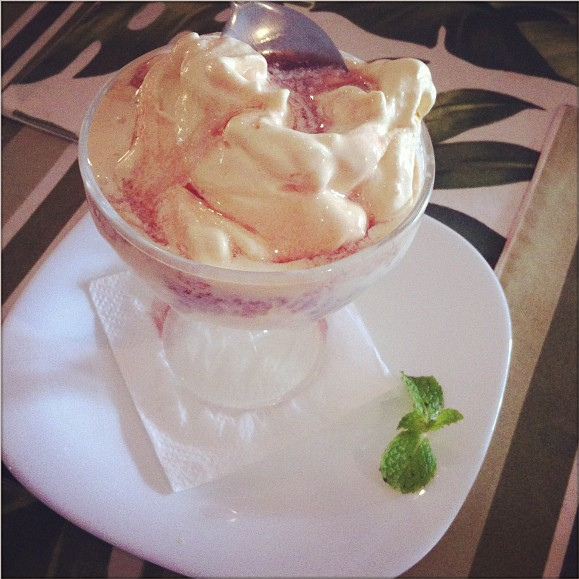
クリーム・ド・パパイヤ
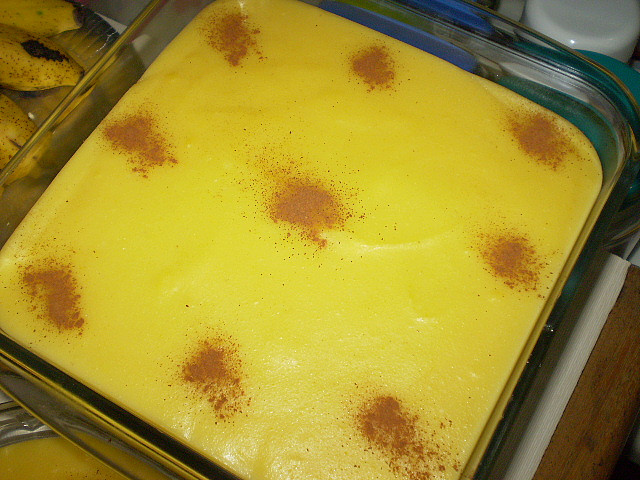
クラウ
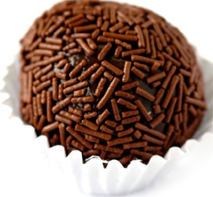
ブリガデイロ
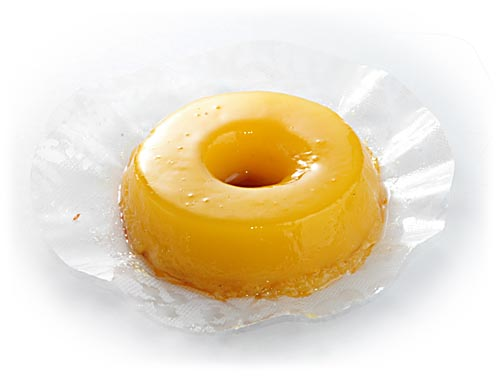
キンジン
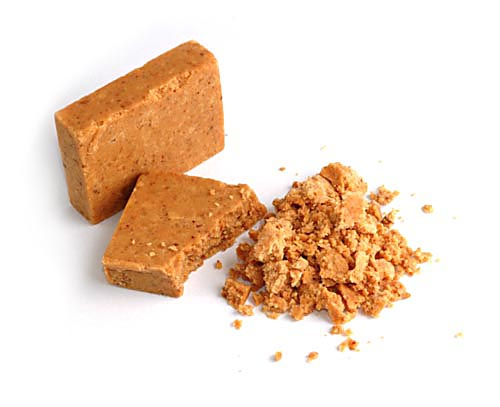
パソッカ